# Ernest Drion du Chapois
Baron Ernest Joseph Marie Drion du Chapois (Gosselies, 2 juli 1869 - aldaar, 16 januari 1942) was een Belgisch volksvertegenwoordiger en burgemeester.

## Biografie
Drion was een zoon van Adolphe Drion du Chapois, industrieel, gemeenteraadslid van Gosselies en volksvertegenwoordiger, en Laure Pirmez. Zelf bleef hij vrijgezel. In 1906 kreeg hij een baronstitel.
Hij promoveerde tot doctor in de rechten.
Hij was provincieraadslid van Henegouwen van 1898 tot 1904.
In 1899 werd hij verkozen tot gemeenteraadslid van Gosselies en onmiddellijk benoemd tot burgemeester.  
In 1909 werd hij katholiek volksvertegenwoordiger voor het arrondissement Charleroi, in opvolging van zijn vader. Hij vervulde dit mandaat tot in 1939, met een onderbreking van november 1919 tot november 1921.